# Indicatore Myers-Briggs
Il Myers–Briggs Type Indicator (MBTI) è un questionario autovalutativo concepito per classificare gli individui in sedici diversi "tipi psicologici" o "tipi di personalità". Nonostante la sua ampia diffusione, il test è stato più volte criticato per la mancanza di fondamento scientifico, venendo spesso considerato una pseudoscienza.
Lo strumento fu sviluppato negli Stati Uniti durante la Seconda guerra mondiale da Katharine Cook Briggs e da sua figlia Isabel Briggs Myers, ispirate dall’opera Tipi psicologici (1921) dello psichiatra svizzero Carl Gustav Jung. Il test si basa su quattro dicotomie principali: introversione/estroversione, sensazione/intuizione, pensiero/sentimento e giudizio/percezione. Ogni persona viene classificata attraverso una combinazione binaria di queste quattro dimensioni, generando così uno dei sedici tipi identificati da una sigla di quattro lettere (ad esempio: INFP, ESTJ).
L'affidabilità percepita dei risultati del test si basa sull’effetto Forer (o effetto Barnum), sull’adulazione e sul bias di conferma, portando i partecipanti a riconoscersi personalmente in descrizioni formulate in modo vago, generalmente positivo e applicabile a un'ampia gamma di persone.
Come strumento psicometrico, il test presenta numerose carenze, tra cui una scarsa validità, una bassa affidabilità, l’utilizzo di categorie dicotomiche presunte ma non indipendenti tra loro e la mancanza di una copertura completa dei tratti della personalità.
Gran parte della ricerca a sostegno della validità del MBTI è stata prodotta dal Center for Applications of Psychological Type, un’organizzazione gestita dalla Myers–Briggs Foundation, e pubblicata sulla propria rivista, il Journal of Psychological Type (JPT), sollevando dubbi sull’indipendenza, l’imparzialità e potenziali conflitti di interesse.
L'indicatore MBTI rientra nella categoria delle teorie pseudoscientifiche dell'area psicologica.
Nonostante le controversie riguardo alla sua validità scientifica, lo strumento ha esercitato una notevole influenza sin dalla sua adozione da parte dell'Educational Testing Service nel 1962. Si stima che circa 50 milioni di persone abbiano sostenuto il Myers–Briggs Type Indicator e che il test venga utilizzato da oltre 10.000 aziende, 2.500 college e università, e 200 agenzie governative negli Stati Uniti.

## Caratteristiche
Come dice il manuale scritto dalle due ricercatrici, l'indicatore è «costruito come espressione di una teoria, dunque bisogna capire la teoria per comprendere l'indicatore» («[the indicator] is designed to implement a theory; therefore the theory must be understood to understand the MBTI»). La teoria in questione è la già citata teoria dei tipi psicologici di Jung, con alcune modifiche e generalizzazioni.
Jung propose l'esistenza di due coppie dicotomiche di funzioni cognitive:
- la coppia di giudizio o razionale: ragionamento e sentimento
- la coppia di percezione o irrazionale: intuizione e sensazione

Ogni persona esprimerebbe queste funzioni prevalentemente "verso gli altri" (in maniera estro-versa) oppure "verso la sfera interiore" (in maniera intro-versa).
Dunque, date le dicotomie estroverso/introverso, ragionamento/sentimento, sensazione/intuizione, la teoria di Jung individua otto possibili tipi di personalità.
L'indicatore di Myers-Briggs prevede in più una quarta dicotomia (giudizio/percezione) che individua quale delle funzioni l'individuo utilizza preferibilmente nel suo rapporto col mondo esterno.

## Le quattro dicotomie
Le quattro coppie di caratteristiche sono schematizzate nella tabella seguente:
Le lettere fra parentesi fanno riferimento ai corrispondenti termini inglesi: extraversion/introversion, sensing/intuition, thinking/feeling, judgment/perception.
Va sottolineato che i termini specifici utilizzati per indicare le singole caratteristiche delle coppie hanno un significato preciso all'interno della teoria dei tipi cui fa capo l'indicatore, significato che è spesso differente da quello di uso comune: ad esempio una persona con funzione dominante di giudizio non è necessariamente più 'giudiziosa' di una con funzione dominante di percezione.

## Attitudini: estroversione/introversione (E/I)
La letteratura riguardante l'MBTI utilizza i termini estroversione ed introversione allo stesso modo in cui li aveva utilizzati Jung.
Estroverso indica una persona rivolta all'esterno, mentre introverso indica una persona rivolta all'interno.
Spesso la preferenza per estroversione ed introversione è chiamata atteggiamento. Myers e Briggs capirono che ognuna delle funzioni cognitive può esplicitarsi sia nel mondo esterno — nella socialità, nell'agire, nei comportamenti verso gli altri e verso gli oggetti — sia verso il mondo interiore della riflessione e del pensiero: l'indicatore MBTI indica una preferenza dell'individuo tra queste due possibilità, detta appunto atteggiamento.
Le persone che tendono a preferire l'estroversione prendono energia dall'esterno, dall'agire: sono maggiormente spinte ad agire per poi riflettere in un secondo momento. L'inattività tende a 'spegnerle': tendono infatti a prendere energie dalla socialità e dall'azione e a spenderle nella riflessione interiore.
Al contrario le persone introverse recuperano energie rimanendo con se stessi e spendono energie nei rapporti sociali e nell'azione: preferiscono riflettere e poi agire.
Il "flusso" estroverso è diretto verso le persone e gli oggetti, quello introverso verso idee e concetti. 
Volendo identificare alcune caratteristiche tipiche (ed opposte) di persone con attitudine diversa, si possono elencare le seguenti:
- gli estroversi sono per l'azione, gli introversi per la riflessione;
- gli estroversi cercano conoscenze di ampio respiro, gli introversi ricercano profondità;
- gli estroversi spesso preferiscono frequenti interazioni, gli introversi poche ma "di sostanza";
- gli estroversi si ricaricano passando il tempo in mezzo alla gente, gli introversi stando soli[10].

## Funzioni: sensitività/intuizione (S/N) e ragionamento/sentimento (T/F)
Come già accennato, Jung suddivise le funzioni in due gruppi: 
- quelle di percezione (sensitività/intuizione), che descrivono come l'individuo prende informazioni dal mondo che lo circonda;
- quelle di giudizio (ragionamento/sentimento), che descrivono il modo in cui si prendono le decisioni.

Secondo la teoria di Myers e Briggs, ogni individuo usa in maniera dominante una sola di queste funzioni. Questo, evidentemente, non significa che le altre tre non siano comunque utilizzate: ogni individuo possiede la capacità di fare uso di tutte e quattro le funzioni, ma alcune (ed una in particolare) riescono più facili e naturali delle altre.
Per quel che riguarda le funzioni di "raccolta di informazioni", esse sono così caratterizzate: per sensitività si intende la modalità di percezione del mondo esterno attraverso esperienze concrete, tangibili, fattuali, ossia attraverso i cinque sensi. Tendono dunque ad essere persone pratiche e concrete, che poco si fidano di costruzioni teoriche per le quali non vedono un contatto diretto con i fatti.
Per intuizione, al contrario, si intende un modo di percepire il mondo attraverso astratti schemi e principi generali. Per le persone intuitive, la realtà sta — per così dire — nei meccanismi (teorici) sottostanti ai fenomeni naturali.
Le funzioni di giudizio, ragionamento e sentimento, riguardano il modo in cui un individuo si comporta nei confronti del mondo, il modo in cui prende le decisioni. Entrambe sono utilizzate per prendere decisioni razionali in base alle informazioni raccolte tramite le funzioni di percezione. La differenza principale tra le due funzioni, sta nel fatto che coloro che tendono a preferire il ragionamento, agiscono in base alle conseguenze possibili delle proprie azioni, alla consistenza con un dato sistema di regole e, in generale, in modo più distaccato, senza lasciare cioè che sentimenti o sensazioni intralcino la logica della decisione.
Al contrario, coloro che prediligono il sentimento agiscono sulla base di quello che provano, di ciò che sentono, senza soffermarsi troppo a soppesare le conseguenze di quel che fanno.
Va sottolineato che, come già accennato, le persone con preferenza nel ragionamento, non necessariamente ragionano meglio di altri, semplicemente utilizzano quel tipo di funzione in maniera preferenziale su quella del sentimento. E così via per le altre.

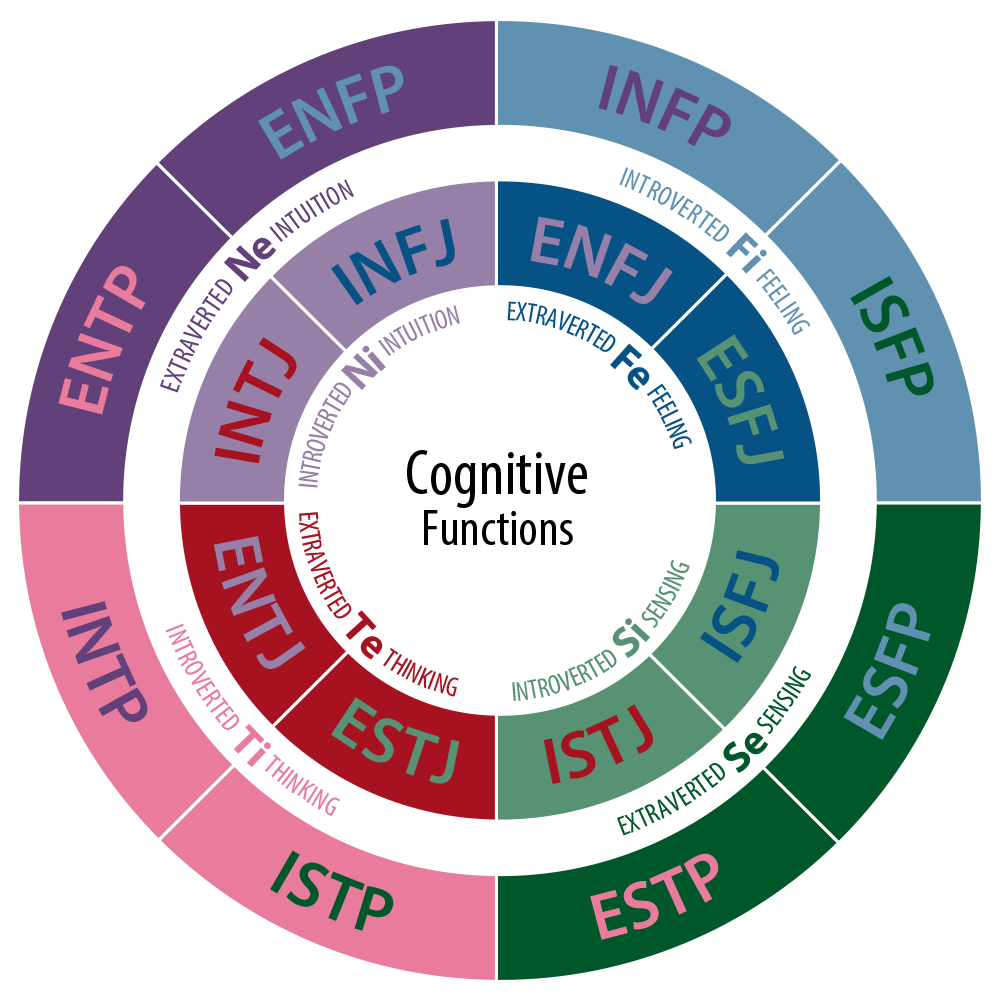
Un diagramma che descrive le funzioni cognitive di ogni tipo di personalità Myers-Briggs. Il colore di sfondo di un tipo rappresenta la sua funzione dominante, e il colore del testo rappresenta la sua funzione ausiliaria.

### Funzione dominante
Secondo Myers e Briggs, le persone utilizzano tutte e quattro le funzioni cognitive appena descritte. Tuttavia, una di queste è utilizzata in maniera più cosciente e consapevole. Questa funzione dominante è coadiuvata da una seconda funzione, ausiliaria, e dunque da una terza. La quarta, ed ultima, funzione è quella di cui l'individuo è meno cosciente, ed è sempre la funzione 'opposta' alla dominante. Myers la definiva funzione ombra.

## Stile di vita: giudizio/percezione (J/P)
Come già anticipato, Myers e Briggs aggiunsero un'altra dimensione alla teoria di Jung dei tipi psicologici, notando che le persone mostrano una preferenza nell'usare o la propria funzione di giudizio (ragionamento o sentimento) o quella di percezione (intuizione o sensazione) nel relazionarsi col mondo esterno.
Coloro che preferiscono il giudizio, tendono a mostrare agli altri (come propria caratteristica principale) la propria funzione di giudizio. Dunque i tipi TJ (ragionamento e decisione) appaiono agli altri come logici, mentre gli FJ (sentimento e decisione) appaiono empatici. Secondo le parole di Myers, alle persone di giudizio piace "tenere in ordine le situazioni".
Coloro che invece hanno la percezione come preferenza cognitiva, appaiono agli altri secondo la loro funzione percettiva: i tipi SP sono considerati concreti e pratici; i tipi NP risultano più astratti. Secondo Myers, le persone percettive preferiscono "lasciare aperte le decisioni".
Dato che gli stili di vita J o P riguardano il modo di porsi verso il mondo esterno, per i tipi estroversi la funzione indicata da J o P indica di fatto la funzione dominante. Al contrario, per i tipi introversi, la funzione indicata da J o P è quella ausiliaria.
Quindi, le persone ENTJ hanno il ragionamento (T) come funzione dominante (ragionamento estroverso), l'intuizione (N) come ausiliaria; mentre le INTJ hanno la funzione percettiva come dominante, ossia l'intuizione introversa, mentre quella di giudizio, ragionamento, è ausiliaria.